# Крідмор (Північна Кароліна)
Крідмор (англ. Creedmoor) — місто (англ. city) в США, в окрузі Ґранвілл штату Північна Кароліна. Населення — 4866 осіб (2020).

## Географія
Крідмор розташований за координатами 36°7′31″ пн. ш. 78°40′42″ зх. д. / 36.12528° пн. ш. 78.67833° зх. д. (36.125180, -78.678220).  За даними Бюро перепису населення США в 2010 році місто мало площу 12,45 км², з яких 11,87 км² — суходіл та 0,58 км² — водойми. В 2017 році площа становила 13,23 км², з яких 12,63 км² — суходіл та 0,60 км² — водойми.

## Демографія
Згідно з переписом 2010 року, у місті мешкали 4124 особи в 1550 домогосподарствах у складі 1113 родин. Густота населення становила 331 особа/км².  Було 1728 помешкань (139/км²).
Расовий склад населення:
| - 59,6 % — білих - 35,2 % — чорних або афроамериканців - 0,8 % — азіатів - 0,6 % — корінних американців - 0,1 % — вихідців з тихоокеанських островів - 1,7 % — осіб інших рас |

До двох чи більше рас належало 2,1 %. Частка іспаномовних становила 5,0 % від усіх жителів.
За віковим діапазоном населення розподілялося таким чином: 27,3 % — особи молодші 18 років, 62,2 % — особи у віці 18—64 років, 10,5 % — особи у віці 65 років та старші. Медіана віку мешканця становила 36,6 року. На 100 осіб жіночої статі у місті припадало 91,8 чоловіків;  на 100 жінок у віці від 18 років та старших — 87,6 чоловіків також старших 18 років.
Середній дохід на одне домашнє господарство  становив 65 564 долари США (медіана — 59 792), а середній дохід на одну сім'ю — 72 668 доларів (медіана — 74 276). За межею бідності перебувало 10,3 % осіб, у тому числі 12,5 % дітей у віці до 18 років та 17,7 % осіб у віці 65 років та старших.
Цивільне працевлаштоване населення становило 2208 осіб. Основні галузі зайнятості: освіта, охорона здоров'я та соціальна допомога — 27,9 %, виробництво — 15,8 %, роздрібна торгівля — 12,9 %.